# Krypto the Superdog
Krypto the Superdog is een Amerikaanse animatieserie gebaseerd op het gelijknamige personage van DC Comics. De serie werd geproduceerd door Warner Bros. Animation, en werd uitgezonden op Cartoon Network.
De serie bestaat uit 39 afleveringen van 30 minuten, die elk zijn opgesplitst in twee subafleveringen van 15 minuten.

## Verhaal
De serie begint op de planeet Krypton. De planeet staat op het punt van vernietiging, en Jor-El besluit zijn zoon Kal-El naar de aarde te sturen met een raket. Eerst besluit te testen of het door hem gemaakte ruimteschip in staat is veilig de Aarde te bereiken, door een testraket met aan boord de puppy Krypto de ruimte in te sturen. Aan boord van het schip drukt Krypto per ongeluk een paar knoppen in, waardoor het schip hem in een diepe slaap brengt.
Krypto’s schip landt uiteindelijk op aarde, maar vele jaren na Superman. Wanneer Krypto ontwaakt ontdekt hij dat hij inmiddels een volwassen hond is. Tevens heeft hij dankzij de gele zon van de Aarde nu superkrachten. Krypto wordt gevonden door Kevin Whitney, een jongen die in een voorstad van Metropolis woont. Met toestemming van Superman neemt Kevin Krypto in huis, waar hij zich voordoet als een normale huishond.
De rest van de serie draait om Krypto, die net als Superman in het geheim zijn krachten gebruikt om de mensheid te helpen. Zijn tegenstanders zijn de vele dierhandlangers van bekende schurken uit het DC Universum.
In de serie kunnen de dieren met elkaar praten, maar niet met mensen. Uitzondering is Kevin, die een universele vertaler bij zich heeft.

## Personages

### Hoofdpersonages
- Krypto the Superdog: de held van de serie. Voorheen Supermans hond. Hij heeft dezelfde krachten en morele code als Superman.
- Streaky the Supercat: een kat die bij Kevins buren woont. In de derde aflevering kreeg Streaky per ongeluk dezelfde superkrachten als Krypto. Hij is echter een stuk minder gedreven om een held te zijn, en moet vaak worden overgehaald om te helpen.
- Kevin Whitney: de jongen waarbij Krypto in huis woont. Hij vergezelt Krypto geregeld op diens missies.
- Ace the Bat-Hound: Batmans huisdier en handlanger. Ace is een normale hond, die net als zijn baas verschillende technologische hulpmiddelen gebruikt om de misdaad te bestrijden. Zo heeft hij een halsband vol handige gadgets, en een vliegend transportmiddel.
- Andrea: Kevins buurmeisje en de eigenaar van Streaky. Ze is zich niet bewust van Streaky’s superkrachten.
- The Dog Star Patrol: een team van buitenaardse superhonden dat geregeld de aarde bezoekt.

### Overig
- Stretch-O-Mutt: in werkelijkheid Buddy, een waakhond van S.T.A.R. Labs. Door een ongeluk met chemicaliën beschikt hij over krachten gelijk aan die van Plastic Man.
- Thundermutt: een egoïstische hondacteur die een held speelt in een reeks films.
- Jimmy the Rat: een rat die vaak als informant dient voor Ace en Krypto.
- Robbie the Robin: een roodborst die dolgraag Ace' helper wil worden. Hij is duidelijk een parodie op Batmans helper Robin.
- The Supercat Fan Club: een fanclub van Streaky.

### Schurken
- Mechanikat: de hoofdschurk in de serie, mogelijk gebaseerd op Mongul of Darkseid, en wellicht Metallo. Mechanikat is een cyborgkat.
- Snooky Wookums: Mechanikats helper en een geheim agent.
- Delilah: nog een helper van Mechanicat.
- Ignatius: de huisdierleguaan van Supermans aartsvijand Lex Luthor. Net als Luthor is Ignatius zeer intelligent en bereid anderen te laten leiden om er zelf beter van te worden.
- The Joker's Hyenas : Bud en Lou zijn twee hyena's en de huisdieren van The Joker.
- Isis: een kat die werkt voor Catwoman. Ze is Ace' grootste vijand.
- The Penguin's vogels: drie vogels die werken voor The Penguin.
- Dogwood: een hond/plant-hybride die elke plant kan veranderen in een intelligent wezen. Hoewel zijn krachten duidelijk zijn gebaseerd op die van Poison Ivy, wordt in de serie niet onthuld of hij voor haar werkt.
- Mertin the Magnificent: een konijn dat ooit het huisdier was van een magiër, maar de toverstaf van zijn meester heeft gestolen.
- Super-Flea: een Kryptoniaanse vlo die als verstekeling is meegereisd aan boord van Krypto’s schip. Net als Krypto beschikt hij dankzij de aardse zon over superkrachten.

## Cast
- Sam Vincent – Krypto
- Alberto Ghisi – Kevin
- Brian Drummond - Streaky
- Scott McNeil - Ignatius, Ace the Bathound
- Mark Oliver – Mechanikat
- Tabitha St. Germain – Andrea

## Afleveringen

### Seizoen 1
1. Krypto's Scrypto (1), Krypto's Scrypto (2)
2. Super-Flea, A Bug's Strife
3. Meet the Dog Stars , The Streaky Story
4. Diaper Madness, Feline Fatale
5. Dog-Gone Kevin, The Dark Hound Strikes!
6. My Pet Boy, Dem Bones
7. Bat Hound for a Day, Dogbot
8. Old Dog, New Tricks, Talk to the Animals
9. My Uncle the Superhero, Top Dog
10. Puss in Space Boots, Teeny Tiny Trouble
11. Dogbot to the Rescue, Bad Bailey
12. Bat Hound's Bad Luck, Circus of the Dog Stars
13. The Living End, The Dog Days of Winter
14. Bad Hair Day, The Cat and the Bat
15. Melanie's Monkey, Funny Business
16. Now You See Him..., Bones of Contention
17. Superdog? Who's Superdog?, The Good Life
18. Streaky's Super Cat Tale, The New Recruit
19. Up, Up and Away, Dinosaur Time
20. Puppy Problems, Switching Sides
21. Leaf of Absence, Big Sister
22. Bat Hound Meets the Dog Stars, A Dog's Life
23. Stray for a Day, Ruffled Feathers
24. Bat Hound and the Robin, Furry Fish
25. Tusky's Tooth, When Penguins Fly
26. Storybook Holiday (1), Storybook Holiday (2)

### Seizoen 2
1. Kids in Capes, Attack of the Virtual Vegetables
2. Mechani-Bot, Stretch-O-Mutt to the Rescue
3. Growing Pains, K-9 Crusader
4. Andrea Finds Out, Magic Mutts
5. Reptile Round-Up, Streaky's Field Trip
6. Pied Pussycat Piper, Solar Specs
7. Too Many Cooks, Join the Club
8. Bailey's Back, Streaky's Inner Struggle
9. Face Time, Catopia
10. The Parrot and the Pirates, Robbie's Return
11. Revolt of the Beavers, Invasion from the Planet Peanut
12. Mechanikalamity, Barrump Barrump
13. Iguanukkah (1), Iguanukkah (2)

## Trivia
- De serie is niet onderdeel van het DC Animated Universe, hoewel hij wel door Warner Brothers is gemaakt. De muziek en tekenstijl zijn namelijk gebaseerd op die van Hanna-Barbera shows.